# Тузахсуг
Тузахсуг (устар. Тузухсу) — река в России, протекает по Аскизскому району Республики Хакасия. Устье реки находится в 795 км от устья Томи по левому берегу. Длина реки составляет 22 км.

## Притоки
- Медвежий (пр)
- Бискамжа (пр)
- Улугтаг (пр)
- Хумхол (лв)
- Аян (пр)
- Моховой (пр)
- Безымянный (лв)
- Мутик (пр)

## Данные водного реестра
По данным государственного водного реестра России относится к Верхнеобскому бассейновому округу, водохозяйственный участок реки — Томь от истока до города Новокузнецк, без реки Кондома, речной подбассейн реки — Томь. Речной бассейн реки — (Верхняя) Обь до впадения Иртыша.

## Топографические карты
- Лист карты N-45-XXIV. Масштаб: 1 : 200 000. Указать дату выпуска/состояния местности.
- Лист карты N-45-96 Бискамжа. Масштаб: 1 : 100 000. Состояние местности на 1984 год. Издание 1987 г.